# Jean-Louis Caffier
Pour les articles homonymes, voir Caffier.
Jean-Louis Caffier, né à Nancy le 16 septembre 1956, est un journaliste français.

## Biographie
Il est le fils du grand reporter, journaliste à L’Est républicain et écrivain, Michel Caffier. Il obtient sa licence de journalisme au Centre Universitaire d’Enseignement du Journalisme de Strasbourg en 1977.
En 1978, il passe un an au bureau d’Épinal de l’Est Républicain avant d’être recruté sur concours à FR3 en devenant le plus jeune journaliste en CDI dans le service public. Nommé à Besançon, où il poursuit son travail de terrain, il commence à s’intéresser de près à l’environnement à travers le dossier de la liaison Rhin-Rhône à grand gabarit. Il découvre également la présentation et anime un magazine culturel hebdomadaire, Terrain Vague. Il choisit ensuite, en 1985, la radio au moment où Radio France reprend cette activité assurée jusque-là par FR3. Il devient le plus jeune rédacteur en chef de la société, chargé notamment de la mise en place de la station locale de Radio France Besançon.
Il se lance ensuite dans l’aventure naissante de France Info (1986) où il présente les journaux avant d’effectuer quelques crochets par RTL Télévision à Luxembourg et RMC à Monaco. Il retrouve l’information en continu en participant activement, en tant que rédacteur en chef, au lancement de LCI où il travaillera 15 ans. En plus des présentations de journaux, d’émissions spéciales et de grands directs, il poursuit son passage vers une spécialisation tournée vers les sciences et la Terre en animant pendant plusieurs années Science Info puis Terre Mère, deux émissions hebdomadaires, qui lui permettent de recevoir les plus grands acteurs de la recherche et de l’environnement (scientifiques, experts, responsables d’associations, entrepreneurs).
En 2007, il choisit de consacrer à ces sujets l’ensemble de son travail et crée la société Kafcom qui lui permet aujourd'hui de mener une carrière de journaliste, animateur de conférences et de débats, formateur et consultant.

## Engagements associatifs et bénévolat
Cofondateur et Président depuis 2006 de l’association Climat Énergie Humanité Médias, cofondateur avec Jean-Marc Jancovici des « Entretiens de Combloux », il participe bénévolement sous forme d’animation de conférences ou de débats à Good Planet, au WWF, à la Cité de la Réussite, à l’Université de la Terre, ou au Festival du Vent de Calvi.
Il a été nommé le 19 avril 2013 par le Président de la République François Hollande, sur proposition d'Arnaud Montebourg, ministre du redressement productif, membre de la Commission innovation 2030 présidée par Anne Lauvergeon